# Serkan Bakan
Serkan Bakan (* 1. Januar 2001 in Gaziantep) ist ein türkischer Fußballspieler.

## Karriere

### Verein
Bakan begann mit dem Vereinsfußball in der Jugend des Vereins Gaziantepspor. Hier erhielt er im Frühjahr 2016 einen Profivertrag. Sein Profidebüt gab er dabei am 27. Januar 2016 im Pokal gegen Trabzonspor.
Im Sommer 2017 wurde er vom Erstligisten Göztepe Izmir verpflichtet und die ersten Spielzeiten in der Reservemannschaft eingesetzt.

### Nationalmannschaft
Bakan startete seine Länderspielkarriere im Mai 2015 mit einem Einsatz für die Türkische U-14-Nationalmannschaft.

## Erfolge
Mit der türkischen U-16-Nationalmannschaft
- Zweiter im Ägäis-Pokal: 2017